# Edwin A. Perkins
Edwin Arend Perkins (* 31. August 1953) ist ein kanadischer Mathematiker, der sich mit Wahrscheinlichkeitstheorie befasst.
Perkins studierte an der University of Toronto mit dem Bachelor-Abschluss 1975 und wurde 1979 an der University of Illinois at Urbana-Champaign bei Frank Bardsley Knight promoviert (A non-standard approach to Brownian local time). Er ist seit 1982 Assistant Professor und seit 1989 Professor an der University of British Columbia, seit 2001 auf einem Canada Research Chair in Wahrscheinlichkeitstheorie.
Er war Gastprofessor an der Universität Straßburg (1984) und 2001 an der University of Wisconsin und außerdem Gastwissenschaftler an der Universität Cambridge.
Mit Martin T. Barlow studierte er in den 1980er Jahren Diffusion auf dem Sierpinski-Teppich.
Er ist Fellow der Royal Society of Canada (1988) und der Royal Society (2007). 2003 erhielt er den CRM-Fields-PIMS Prize und 1986 den Coxeter-James-Preis. 1983 erhielt er den Rollo-Davidson-Preis, 2002 den Jeffery-Williams-Preis und 1996 den G. de B. Robinson Award (mit Steven N. Evans). 2003 wurde er Fellow des Institute of Mathematical Statistics und 2003 des Fields Institute. 2007 bis 2009 war er Killam Fellow und 1992 bis 1994 Steacie Fellow.
1994 war er Invited Speaker auf dem Internationalen Mathematikerkongress in Zürich (Measure valued branching diffusions and interactions).

## Schriften
- On the martingale problem for interactive measure-valued branching diffusions, American Mathematical Society 1995
- mit Donald A. Dawson Measure-valued processes and Renormalization of Branching Particle Systems, in R. Carmona, B. Rozovskii Stochastic Partial Differential Equations: Six Perspectives, American Mathematical Society Mathematical Surveys and Monographs, Band 64, 1999, S. 45–106.
- mit Donald Dawson Historical processes, American Mathematical Society 1991